# José Aliseda Olivares
José Aliseda Olivares (Don Benito, 24 de febrero de 1903 - México, 31 de agosto de 1964) fue un pedagogo y político socialista español, diputado en Cortes durante la Segunda República.

## Biografía
Trabajó como maestro de la escuela normal de Badajoz entre finales de 1931 y principios de 1932, ingresando en esa época en el PSOE a través de la agrupación madrileña.
En las elecciones de febrero de 1936 fue elegido diputado por la circunscripción de Badajoz dentro de las listas del Frente Popular, con un total de 168.411 votos de los 309.703 que fueron emitidos, en un censo electoral de 409.878 electores. Fue el candidato más votado de su circunscripción. Formó parte de la Comisión de Actos como suplente, y formó parte de la acusación contra Rafael Salazar Alonso, exalcalde de Madrid que fue ejecutado en septiembre de 1936 en la Cárcel Modelo de la capital.
Durante la guerra civil española siguió fiel a la República, siendo nombrado director general de Propiedades y Contribución Territorial, así como vicepresidente del Banco Hipotecario. En los últimos compases de la contienda, partió al exilio, estableciéndose en México, de donde ya no volvió, falleciendo en el país latinoamericano en agosto de 1964. Una calle en Don Benito, su ciudad natal, lleva su nombre.